# Reserva forestal de Sinharaja
La Reserva Forestal de Sinharaja és un parc nacional que podem trobar a Sri Lanka. El nom de la reserva es tradueix com El regne del lleó. Aquesta reserva és l'última zona viable del primigeni bosc tropical humit del país.
Està situada al sud-oest de Sri Lanka, a les províncies de Sabaragamuwa i Sur. La reserva té una superfície protegida de 8.564 ha, però tan petit àmbit de només 21 km d'est a oest i 7 km de nord a sud té una gran riquesa d'espècies endèmiques, incloent arbres (més del 60% dels seus arbres són endèmics i molts d'ells pertanyen a espècies poc comunes), insectes, amfibis, rèptils, aus i mamífers. Les espècies endèmiques d'aus són particularment nombroses.
La selva tropical muntanyenca verge, que és part de les selves tropicals de l'ecorregió de les terres baixes de Sri Lanka, es va salvar de la desforestació gràcies a la seva inaccessibilitat. Va ser designada per la Unesco Reserva de la Biosfera l'any 1978 i Patrimoni de la Humanitat l'any 1988 donada la seva importància internacional.

## Flora
La vegetació de Sinharaja es pot descriure com una selva tropical de terres baixes o com un bosc tropical humit de fulla perenne. Algunes de les característiques notables de la selva són l'elevació dels arbres dominants, la rectitud del seu tronc, l'abundància de la regeneració i la diversitat d'espècies. L'alçada mitjana dels arbres varia entre 35m - 40m. Alguns individus s'eleven fins i tot fins a 50 metres d'alçada.
La vegetació de Sinharaja és la de tipus de bosc humit sempre verda i humida amb un alt grau d'endemisme. De fet, algunes famílies com Dipterocarpaceae mostren un endemisme superior al 90%. El potencial genètic sense explotar de la flora de Sinharaja és enorme. A part dels arbres, de les 211 llenyoses i lianes identificades fins ara dins la reserva, 139 (66%) són endèmiques. De la mateixa manera, els alts nivells d'endemisme són potser iguals per a les plantes inferiors com les falgueres. Dels 25 gèneres endèmics de Sri Lanka, 13 tenen representació a Sinharaja.
La densitat total de la vegetació, incloent arbres, arbusts, herbes i plantes de planter s'ha estimat en al voltant de 240.000 individus per hectàrea, dels quals el 95% comprenen individus de la capa de sòl sota d'1 m d'alçada. La densitat dels arbres, lianes superiors a 30 cm de circumferència a l'altura del pit, oscil·la entre 600 a 700 individus per hectàrea, mentre que el nombre d'individus comercialitzables d'arbres amb una circumferència més gran que 150 cm oscil·la entre 45-55 individus per hectàrea.

## Fauna
Donada la seva densa vegetació la fauna no és fàcilment visible, al contrari del que passa als parcs nacionals secs com el Parc nacional Yala. No hi ha cap elefant; existeixen uns 15 lleopards de Ceilan, però rares vegades són vists. El primat més gran i més comú, és l'endèmic Trachypithecus vetulus.
Un fenomen interessant són aquelles espècies d'aus que col·laboren entre si, com el Dicrurus paradiseus i el Turdoides rufescens. De les 26 aus endèmiques de Sri Lanka, 20 habiten en aquesta selva, incloent l'evasiu Phaenicophaeus pyrrhocephalus, el Centropus chlororhynchos i l' Urocissa ornata.
Entre els rèptils s'inclouen l'endèmic Trimeresurus. Existeix una gran varietat d'amfibis, sobretot de granotes arbòries. Entre els invertebrats s'inclouen papallones amb l'endèmica Troides hel·lena i les inevitables sangoneres.

## Visites turístiques
Per visitar la reserva és necessari un permís atorgat pel Departament Forestal de Sri Lanka. L'entrada costa unes 1160 SLR i el recorregut amb guia és de 1500 SLR. S'arriba a l'entrada de Deniyaya a través del bus de Deniyaya a Mederipitiya. A partir d'aquí hi ha 3 km a peu fins a l'entrada. Un dels problemes principals de caminar dins la reserva és la presència de sangoneres que poden succionar la sang humana. La gent local tenen diversos mètodes per minimitzar el risc de les sangoneres.

## Galeria d'imatges

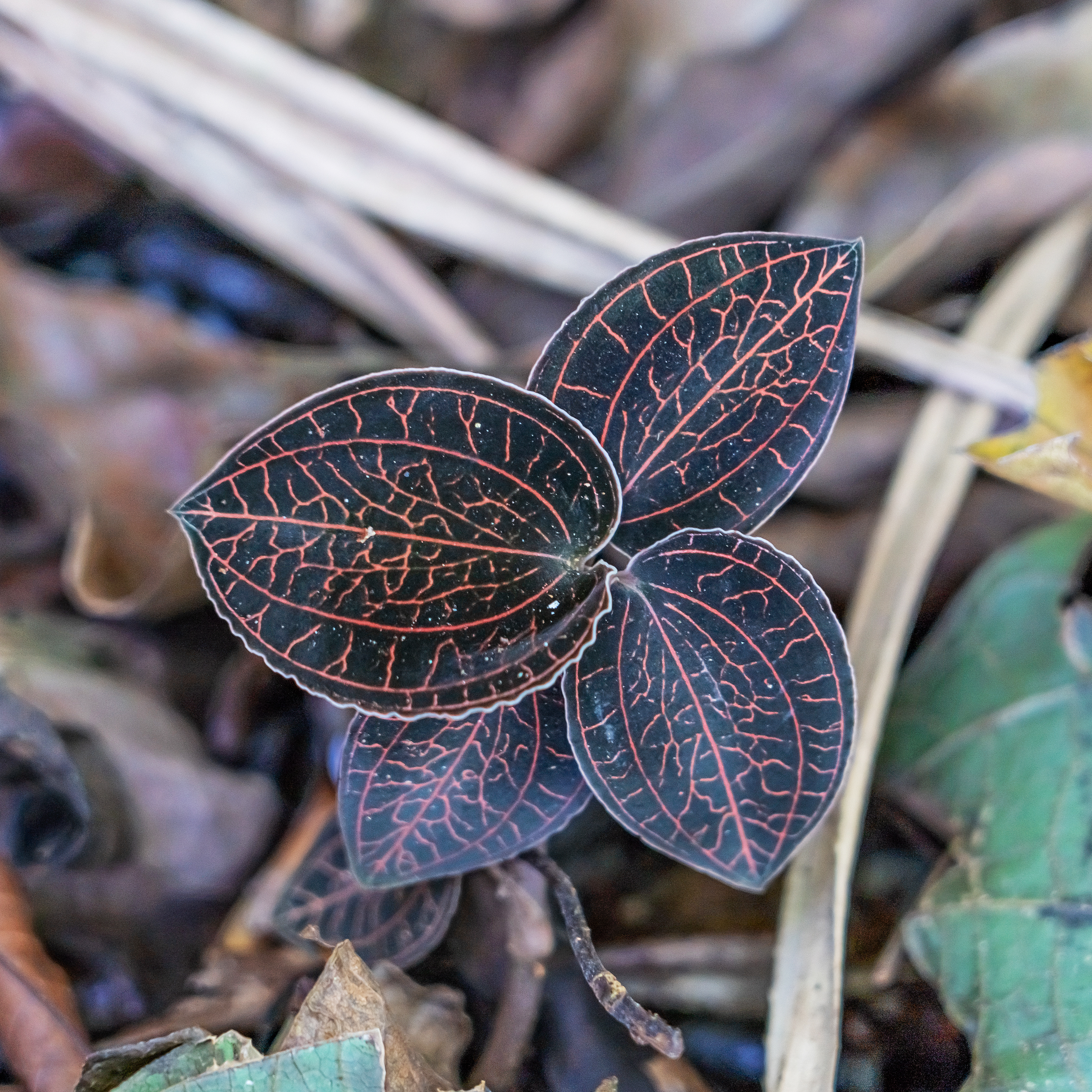
Vegetació de la selva tropical.
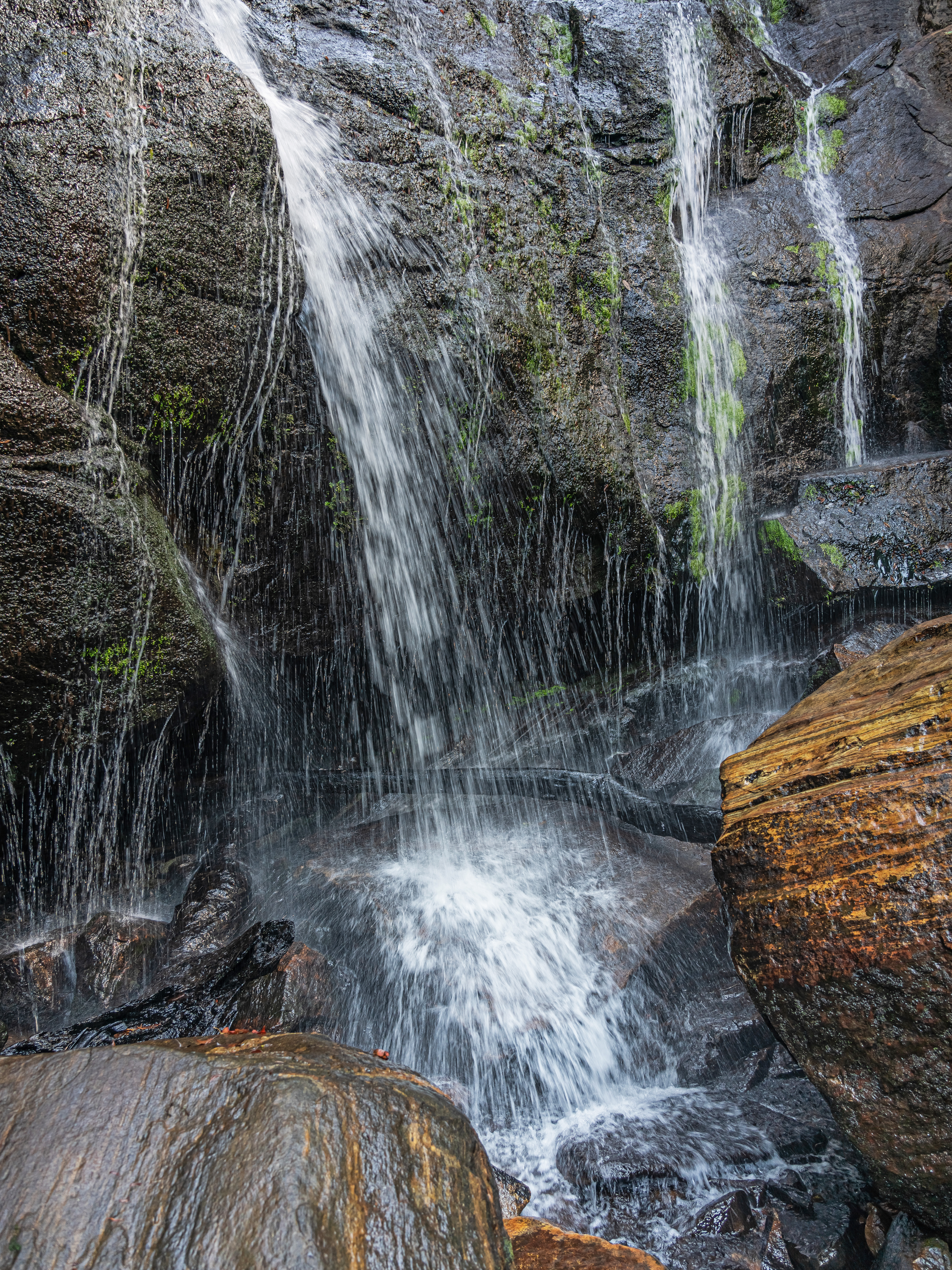
Salt d'aigua
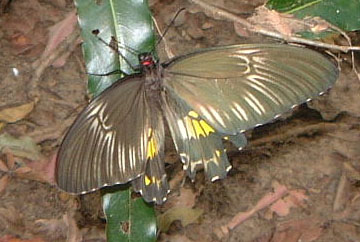
Troides darsius
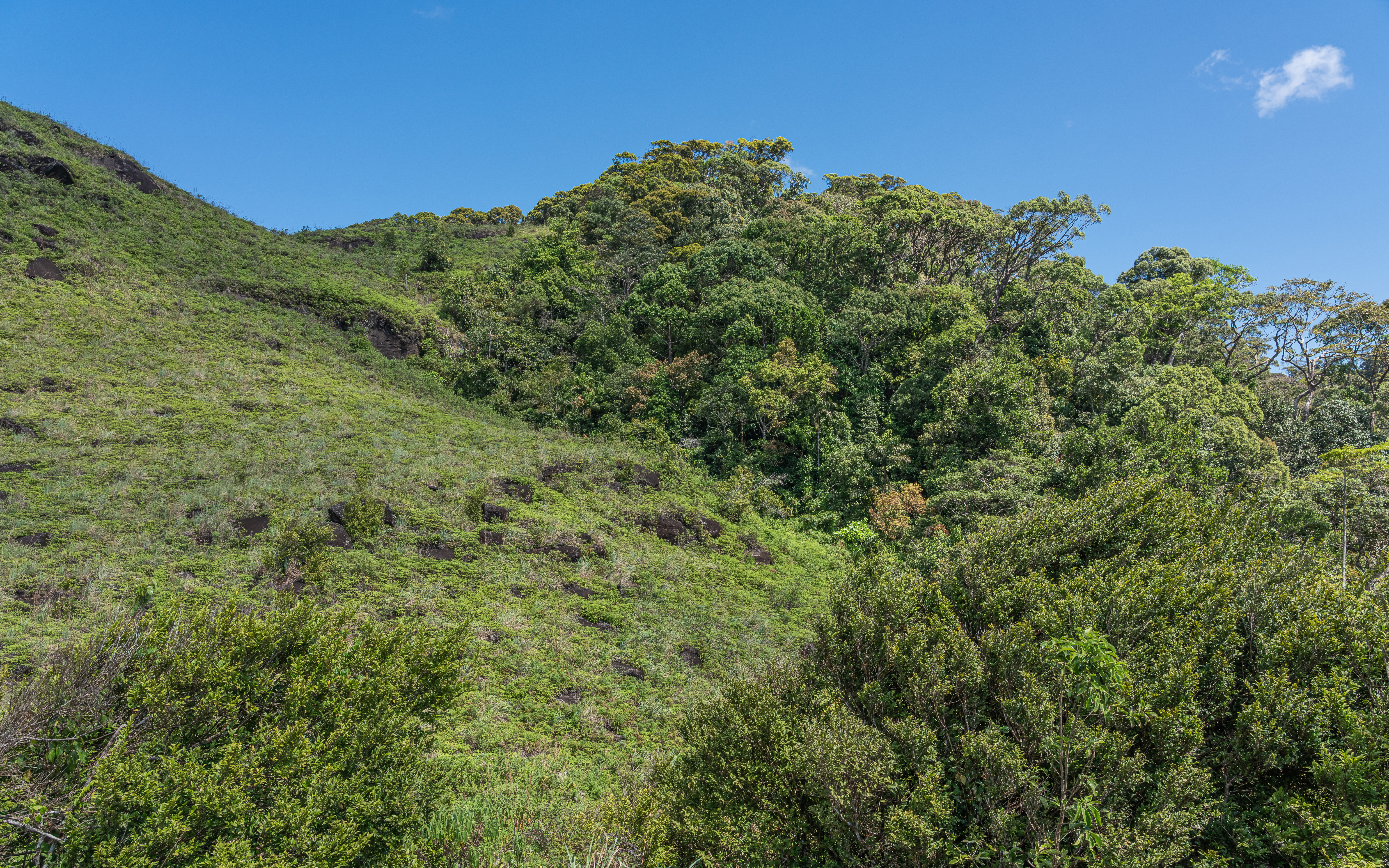
Vegetació de Sinharaja
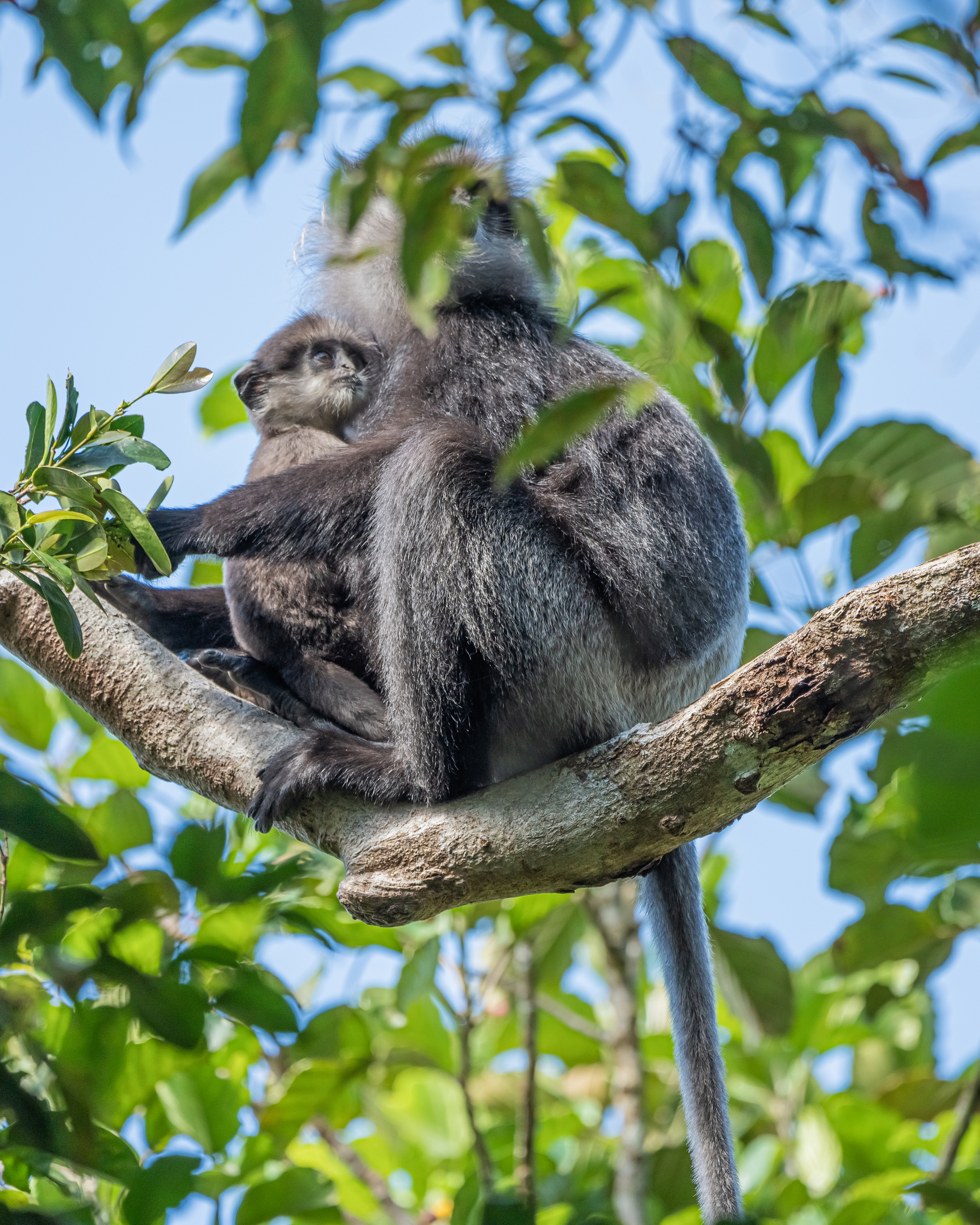
Langur de cara porprada
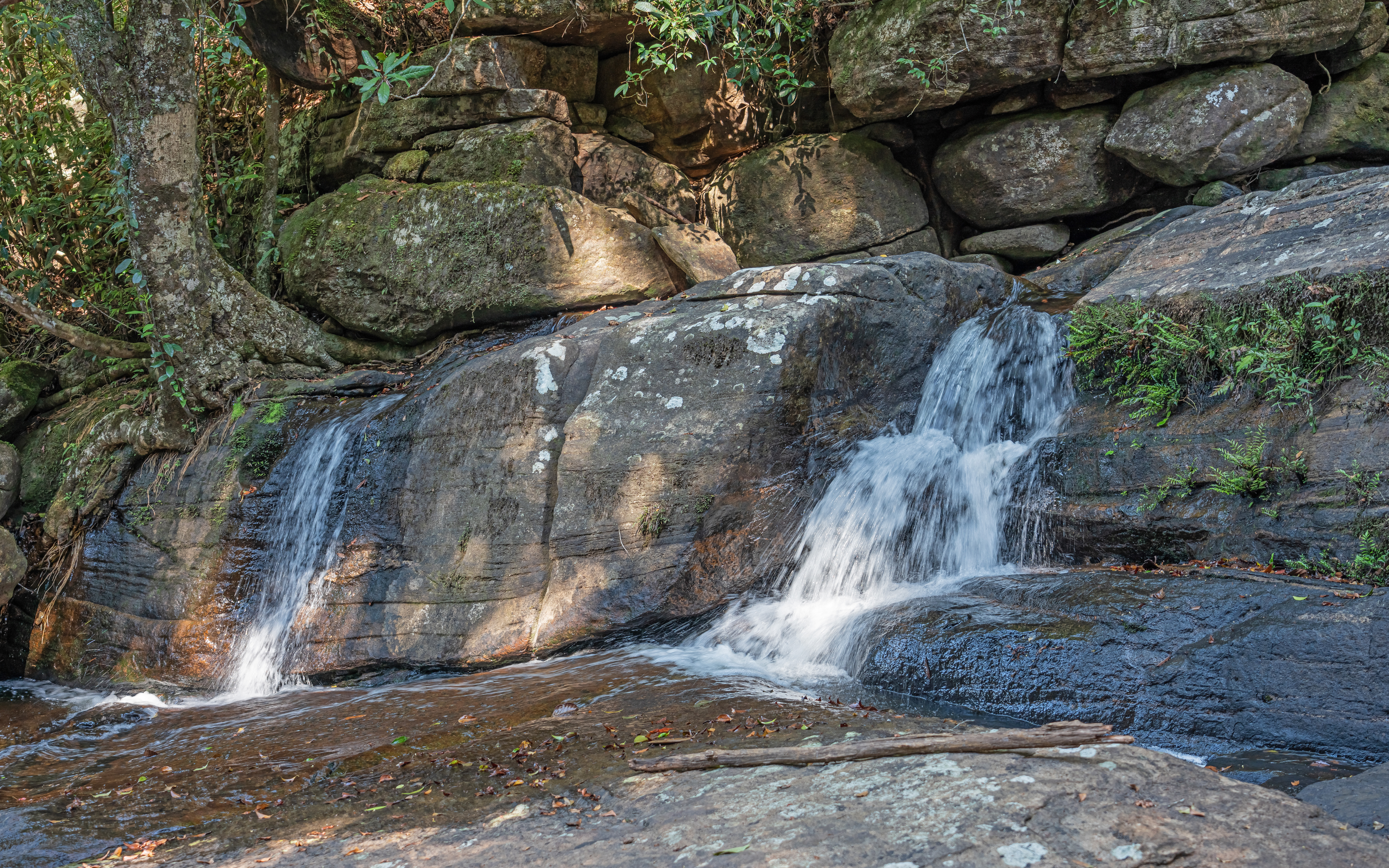
Cascada de Sinharaja
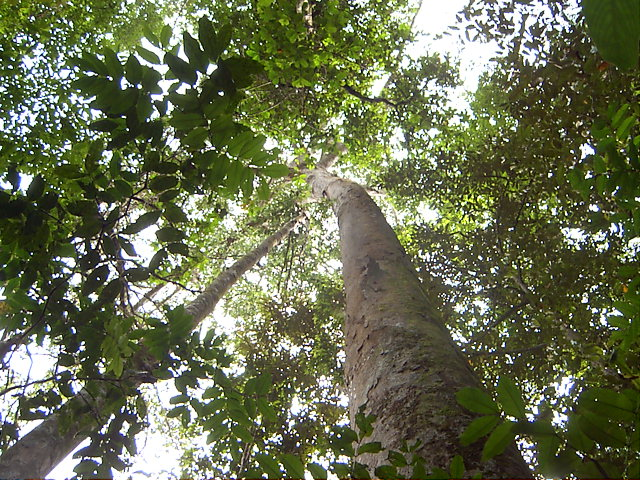
Arbres alts de la reserva
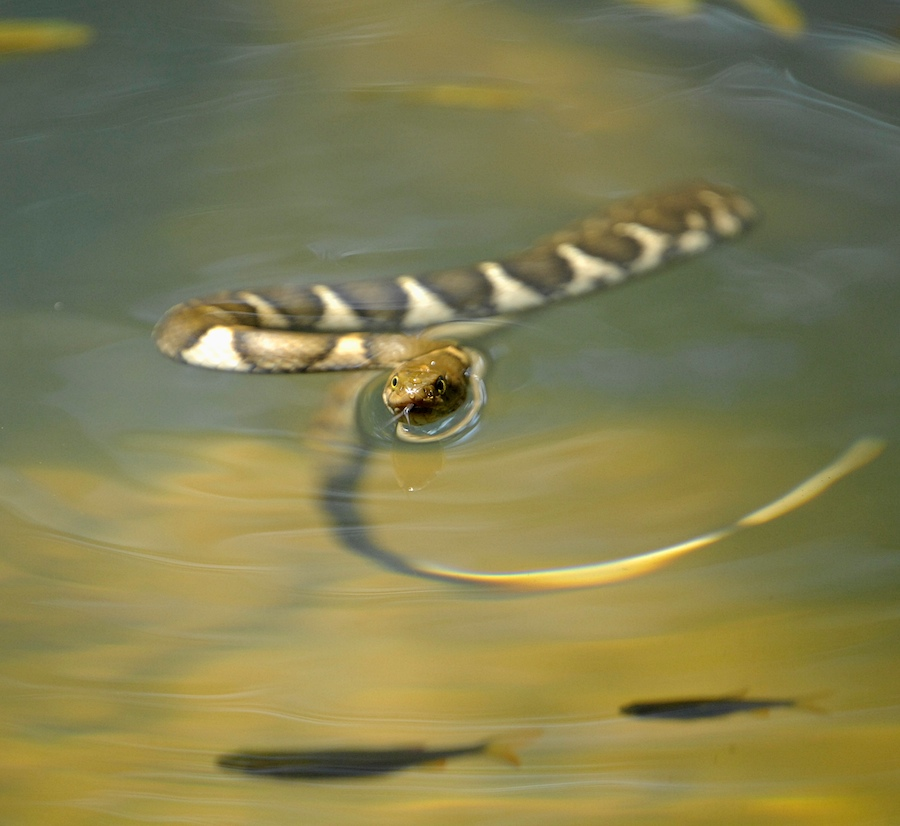
Xenochrophis asperrimus
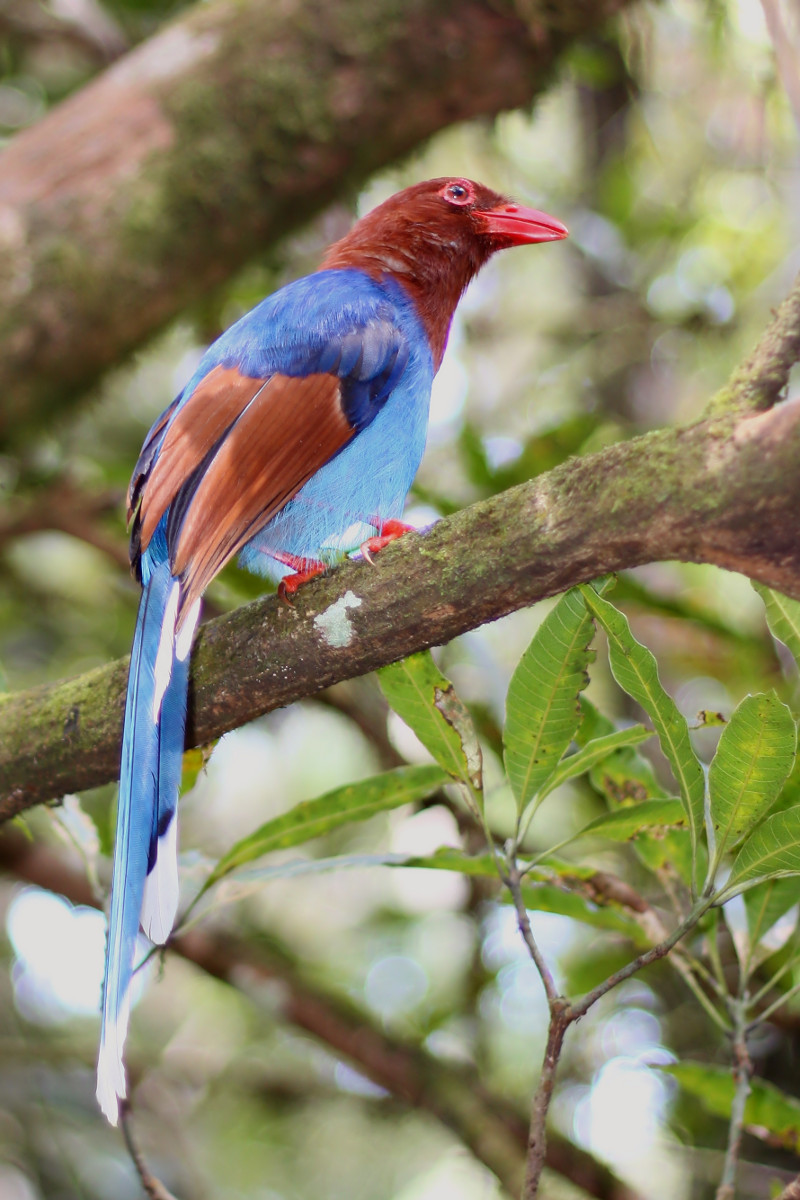
Garsa blava de bec vermell